# Таня Николова
Таня Николова е българска поетеса и издателка.

## Биография
Таня Николова е българска поетеса и издателка, която активно допринася за съвременната българска литература. Родена на 3 септември 1968 г. в Плевен, тя завършва Националното училище по изкуства „Панайот Пипков“- Плевен със специалност „Виола“. След това продължава образованието си с музикална педагогика в Академията за музикално, танцово и изобразително изкуство „Проф. Асен Диамандиев“ в Пловдив и счетоводство и контрол в Университета за национално и световно стопанство в София.
Николова е автор на осем стихосбирки и една пиеса. Дебютира в литературата през 2007 г. със стихосбирката „Толкоз“, която по-късно е преведена на немски език като „So viel“. Следват книгите „Еквилибриум“, "Непоръчан портрет", „Морз“, „Калейдоскоп“, „Магарешки песни“, „Смъртта на татко и други работни материали“ и календарът с поезия „Вечнозеленото дърво“. Най-новата ѝ творба е пиесата „Шшшт“.
Таня Николова е основател и изпълнителен директор на фондация „Емили“, която има за мисия да подкрепя съвременната българска литература и изкуство. Фондацията играе активна роля в насърчаването на творческите изяви и предоставя платформа за издаване на литературни произведения и организиране на събития, които популяризират българската култура. Под нейното ръководство, фондация „Емили“ издава множество книги, включително и някои от собствените творби на Таня Николова. Фондацията също така се ангажира с подкрепа на млади и утвърдени автори, предоставяйки им възможности за развитие и популяризация на техните произведения.
Освен като поетеса, тя работи като финансист в Изпълнителната агенция за насърчаване на малките и средните предприятия. Притежава дългогодишен опит като главен счетоводител в различни институции, включително в образователния сектор и Министерството на отбраната. Професионалната ѝ кариера започва като учител по музика в общообразователно училище и преподавател по цигулка и пиано.
Сред нейните награди е третата награда от Националния конкурс за лирично стихотворение на името на „Петко и Пенчо Славейкови“ през 2019 г., присъдена за стихотворението „На Ботев“.
Публикувала е в Liternet (2007), Свободно поетическо общество (2017г., брой 4), австрийското литературно списание Reibeisen (2021 г. брой 38), Алманах „Арго“брой 1/2023, списание „Море“(брой 2, 2023), Списание „Нова социална поезия“ (2017-2023 г. – брой 5, брой 6, брой 15, брой 22, брой 25, брой 29, брой 36, брой 38, брой 40)

## Награди
- Славейкова награда, трета, (2019) за стихотворението „На Ботев“

### Публикации
- Liternet (2007)
- Свободно поетическо общество (2017г., брой 4)
- Списание „Нова социална поезия“ (2017-2023 г. – брой 5, брой 6, брой 15, брой 22, брой 25, брой 29, брой 36, брой 38, брой 40)
- Австрийското литературно списание Reibeisen (2021 г. брой 38)
- Литературен алманах „Арго“, брой 1/2023
- Списание „Море“, брой 2/2023
- „Цъфнало лимонче“ – блог на Таня Николова

### Рецензии
- Иглика Дионисиева, „Поезията – език за общуване на дълги разстояния“, e-Lit.info Сайт за литература, 2016
- Нели Лишковска, „ВСИЧКО Е ЛИЧНО за поетичната книга „Морз“ на Таня Николова“, Е-същност, 2016
- Иглика Дионисиева, „Колко тежи непоръчаният портрет“, Е-същност, 2018
- Нели Лишковска, „Целувка с нож“, LiterNet, 2019
- Йорданка Белева, „Смъртта като материал“, портал „Култура“, 2022

### Интервюта
- „Как четеш: Таня Николова“, интервю на Петрана Петрова, Аз чета, 2016
- „Поезията е най-най-тайното ми скривалище…“, интервю на Габриела Ахчийска, Кафене.бг, 2017